# کلاغان
کَلاغان (Corvidae) نام خانواده‌ای از پرندگان گنجشک‌سان آوازخوان است.
این خانواده شامل انواع کلاغ، زاغ، زاغی، غراب و جیجاق می‌شود.

## انواع
گروه‌های اصلی کلاغان که به‌طور سنتی نام‌های جداگانه‌ای دارند به شرح زیرند، نام‌های انگلیسی این پرندگان نیز در جدول آمده‌است:
| کلاغ Crow          |  | کَلاغ پرنده‌ای است از راستهٔ گنجشک‌سانان که دارای قدی متوسط (به جثهٔ یک مرغ خانگی) و پرهای سیاه در قسمت سر و بال و دم و گردن است ولی در ناحیهٔ پشت و شکم دارای پرهای خاکستری مایل به سفید است. نوک کلاغ نسبتاً بلند و قوی است. کلاغ تقریباً همه‌چیزخوار است. خوراکش حشره و جانوران کوچک است و طول عمرش طولانی است. در تداول انگلیسی‌زبانان آمریکا، واژه کلاغ بیشتر برای اشاره به کلاغ آمریکایی که سراپا سیاه است استفاده می‌شود. |
| کلاغ‌سیاه Rook      |  | کلاغ سیاه ۴۵ تا ۴۷ سانتی‌متر طول دارد و از دیگر کلاغ‌ها با پوشش کاملأ سیاه بدن، نوک خاکستری مایل به سیاه و پوست خاکستری صورت متمایز می‌شود. کلاغ سیاه پرنده‌ای اجتماعی است و در گله‌های بزرگ دیده می‌شود. به‌خوبی با زندگی در کنار انسان‌ها سازگاری یافته و در برخی شهرها جمعیت زیادی دارد و از زباله‌های انسانی هم تغذیه می‌کند. کلاغ سیاه یکی از باهوش‌ترین پرندگان است و برخی دانشمندان مهارت وی را استفاده از نوک خود برای ساختن و استفاده از وسایل ساده با مهارت شمپانزه در استفاده از دست‌هایش مقایسه می‌کنند. جمعیت کلاغ سیاه در سراسر دنیا بین ۶۱ تا ۲۱۶ میلیون برآورد می‌شود.                                     |
| غُراب Raven         |  | غراب نامی است رایج برای نامیدن آن دسته از اعضای سردهٔ کلاغ که جثه‌ای بزرگ، نوک بزرگ، پرهای سیاه و بدن پر دارند. غراب‌ها بسیار باهوشند. در واژه‌نامه کتاب مقدس چنین آمده‌است: «لفظ غراب در زبان عبری به معنی سیاه است و آن پرنده‌ای است شبیه به کلاغ لیکن بزرگتر از آن است و فردی پرواز می‌کند و در شریعت موسوی ناپاک است و این لفظ انواع هشتگانهٔ کلاغ را که در فلسطین یافت می‌شود شامل است. خوراک وی لاشه و جسد جانوران مرده‌است که چشم‌های آن‌ها را کنده و می‌خورد و در ویرانه‌ها و درخت‌های بلند سکنی می‌گیرد و از چهار الی هفت جوجه را توجه و حفظ کند تا موقعی که به حد رشد رسیده، خود بتواند خوراک خود را به دست آورد.» |
| زاغچه Jackdaw      |  | زاغچه از زیرسرده زاغچگان است و در غرب اوراسیا و شمال آفریقا زندگی می‌کند. جمعیت شمالی و شرقی زاغچه‌ها به مهاجرت به جنوب در فصل زمستان می‌پردازند. زاغچه در شکاف صخره‌ها لانه می‌کند و در میان تخته‌سنگ‌های ساحلی و در شهرها دیده می‌شود. زاغچه به نام زاغچه غربی، زاغچه اروپایی یا زاغچه اوراسیایی نیز شناخته می‌شود. |
| زاغ‌های کوهی Chough |  | سَرده زاغ دو گونهٔ زاغ نوک‌زرد و زاغ نوک‌سرخ را در بر می‌گیرد که در مناطق کوهستانی جنوب اورآسیا و شمال آفریقا سکونت دارند. بدن زاغ به رنگ سیاه و پاهای آن سرخ‌رنگ است. تک‌همسرند و زوج تا آخر عمر به یکدیگر وفادار می‌مانند. غذای اصلی آن‌ها بی‌مهرگان است و در کنار آن (به‌ویژه در زمستان) از سبزیجات و منابع غذایی سکونتگاه‌های انسانی استفاده می‌کنند. |
| زاغی Magpie        |  | طول بدن زاغی حدود ۴۰ تا ۵۱ سانتی‌متر است که بیش از نیمی از آن دم بلند پرنده‌است. پرهای شانه، پهلوها و شکم آن سفید و بقیه پر و بالش سیاه با جلای آبی، سبز و ارغوانی است. همه‌چیزخوار است اما غذاهای گوشتی را بر گیاهی ترجیح می‌دهد. زاغی تک‌همسر است و تا پایان عمر با جفت خود زندگی می‌کند. در صورت مرگ همسر، جفتی هم‌سن خود انتخاب می‌کند. آشیانهٔ خود را معمولاً بر روی درختان بلند می‌سازد. جنس نر آن از ماده بزرگ‌تر است. زاغی تنها پرنده و یکی از معدود جانورانی است که می‌تواند تصویر خود در آینه را تشخیص دهد. |
| جیجاق Jay          |  | جیجاق یا بلوط‌خورک در اروپا، شمال آفریقا و آسیا زندگی می‌کند. جیجاق‌ها میان‌جثه، پر سر و صدا و معمولاً رنگارنگ‌اند. جیجاق معمولاً در جنگل‌های دوردست به‌ویژه در میان بلوطها لانه می‌سازد و به ندرت دور از درخت دیده می‌شود. در سال‌ها اخیر به خاطر از میان رفتن جنگل‌ها جیجاق‌ها آغاز به مهاجرت به سوی شهرها کرده‌اند. جیجاق‌ها به دسته‌های جیجاق‌های برّ قدیم، جیجاق‌های برّ جدید، جیجاق‌های خاکستری و جیجاق‌های حبشی تقسیم می‌شوند. |
| فندق‌شکن Nutcracker |  | فندق‌شکن پرنده‌ای است کمی بزرگتر از جیجاق، البته نوکی بسیار بزرگتر دارد. غذای فندق‌شکن‌ها بیشتر دانه انواع کاج است و در مناطقی که کاج کم باشد فندق غذای اصلی آن‌ها است. سرده فندق‌شکن دو گونه دارد به نام‌های فندق‌شکن خالدار و فندق‌شکن کلارک. فندق‌شکن کلارک در غرب آمریکای شمالی زندگی می‌کند. پرنده دیگری به نام فندق‌شکن کشمیری که خال‌های بزرگی دارد گاه گونه‌ای جدا و گاه زیرگونه‌ای از فندق‌شکن خالدار به‌شمار می‌آید. |

- زاغها
  - سرده زاغ‌های کوهی
    - زاغ نوک‌زرد، Pyrrhocorax graculus
    - زاغ نوک‌سرخ، Pyrrhocorax pyrrhocorax
- زاغیان درختی
  - سرده زاغ‌های خاور دور
    - زاغ درختی کلاه‌دار، Crypsirina cucullata
    - زاغ درختی دم‌پارویی، Crypsirina temia

  - سرده زاغ‌های درختی دم‌دراز
    - زاغ درختی آندامان، Dendrocitta bayleyi
    - زاغ درختی بورنئو، Dendrocitta cinerascens
    - زاغ درختی خاکستری، Dendrocitta formosae
    - زاغ درختی صورت‌سیاه، Dendrocitta frontalis
    - زاغ درختی شکم‌سفید، Dendrocitta leucogastra
    - زاغ درختی سوماترا، Dendrocitta occipitalis
    - زاغ درختی حنایی، Dendrocitta vagabunda

  - سرده زاغی سیاه
    - زاغی سیاه، Platysmurus leucopterus

  - سرده زاغ درختی دم‌دندانه‌ای
    - زاغ درختی دم‌دندانه‌ای، Temnurus temnurus
- زاغی‌های خاوری
  - سرده زاغی‌های دم‌کوتاه
    - زاغی سبز معمولی، Cissa chinensis
    - زاغی سبز هندوچین، Cissa hypoleuca
    - زاغی سبز جاوه، Cissa thalassina
    - زاغی سبز بورنئو، Cissa jefferyi

  - سرده زاغی‌های روشن
    - زاغی آبی تایوان، Urocissa caerulea
    - زاغی آبی نوک‌سرخ، Urocissa erythrorhyncha
    - زاغی آبی نوک‌زرد، Urocissa flavirostris
    - زاغی آبی سری‌لانکا، Urocissa ornata
    - زاغی بال‌سفید، Urocissa whiteheadi
- جیجاق‌های جهان قدیم
  - سرده جیجاق‌ها
    - جیجاق، Garrulus glandarius
    - Black-headed jay, Garrulus lanceolatus
    - Lidth's jay, Garrulus lidthi

  - سرده زاغ‌بورها یا زاغ‌های زمینی Podoces  - ground jays
    - زاغ زمینی ژینجیانگ، Podoces biddulphi
    - زاغ زمینی هندرسون، Podoces hendersoni
    - زاغ زمینی پاندر، Podoces panderi
    - زاغ بور ایرانی، Podoces pleskei
- Piapiac
  - سرده  Ptilostomus 
    - Piapiac, Ptilostomus afer
- Stresemann's Bushcrow
  - Genus  Zavattariornis 
    - Stresemann's bushcrow, Zavattariornis stresemanni
- فندق‌شکن‌ها
  - سرده فندق‌شکن‌ها
    - فندق‌شکن خالدار، Nucifraga caryocatactes
    - فندق‌شکن کشمیری، Nucifraga multipunctata
    - فندق‌شکن کلارک، Nucifraga columbiana
- زاغی‌های نیمکرهٔ شمالی
  - سرده کشکرک‌ها
    - زاغی نوک‌سیاه، Pica hudsonia
    - زاغی نوک‌زرد، Pica nuttalli
    - زاغی اوراسیایی، Pica pica
      - زاغی کره‌ای، Pica (pica) sericea

  - سرده Cyanopica
    - زاغی بال‌لاجوردی، Cyanopica cyanus
    - زاغی ایبریایی، Cyanopica cooki
- کلاغ‌های راستین (کلاغ‌ها، غراب‌ها، زاغچه‌ها و کلاغ سیاه)
  - سرده کلاغ‌ها
    - Australian and Melanesian species
      - کلاغ کوچک، Corvus bennetti
      - غراب استرالیایی، Corvus coronoides
      - کلاغ بیسمارک، Corvus insularis
      - کلاغ سرقهوه‌ای، Corvus fuscicapillus
      - کلاغ بوگن‌ویل، Corvus meeki
      - غراب کوچک، Corvus mellori
      - کلاغ کالدونیای جدید، Corvus moneduloides
      - کلاغ تورسی، Corvus orru
      - غراب جنگلی، Corvus tasmanicus
        - غراب جنگلی، Corvus (tasmanicus) boreus

      - کلاغ خاکستری، Corvus tristis
      - کلاغ نوک‌دراز، Corvus validus
      - کلاغ نوک‌سفید، Corvus woodfordi

    - Pacific island species
      - کلاغ هاوایی، Corvus hawaiiensis (formerly Corvus tropicus) (گونه منقرض‌شده در حیات وحش)
      - کلاغ ماریانا، Corvus kubaryi

    - Tropical Asian species
      - زاغچه دوری، Corvus dauuricus
      - کلاغ نوک‌باریک، Corvus enca
      - کلاغ فلورس، Corvus florensis
      - کلاغ جنگل، Corvus macrorhynchos
        - کلاغ جنگل، Corvus (macrorhynchos) levaillantii

      - کلاغ هندی، Corvus splendens
      - کلاغ طوقی، Corvus torquatus
      - کلاغ لوله، Corvus typicus
      - کلاغ بانگایی، Corvus unicolor

    - Eurasian and North African species
      - کلاغ ابلق، Corvus cornix
        - کلاغ خوزی، Corvus (cornix) capellanus

      - کلاغ لاشه، Corvus corone
        - کلاغ لاشه شرقی، Corvus (corone) orientalis

      - کلاغ سیاه، Corvus frugilegus
      - زاغچه، Corvus monedula
      - کلاغ دم‌بادبزنی، Corvus rhipidurus
      - غراب گردن‌قهوه‌ای، Corvus ruficollis

    - Holarctic species
      - غراب معمولی، Corvus corax (see also next section)
        - Pied raven, Corvus corax varius morpha leucophaeus (an انقراض color variant)

    - North and Central American species
      - کلاغ آمریکایی، Corvus brachyrhynchos
      - کلاغ شمال غرب، Corvus caurinus
      - کلاغ چیهوآهوآن، Corvus cryptoleucus
      - کلاغ تامالیپاس، Corvus imparatus
      - کلاغ جامائیکا، Corvus jamaicensis
      - کلاغ گردن‌سفید، Corvus leucognaphalus
      - کلاغ کوبایی، Corvus nasicus
      - کلاغ ماهی‌خور، Corvus ossifragus
      - کلاغ نخل‌نشین، Corvus palmarum
      - کلاغ سینالوآ، Corvus sinaloae
      - غراب معمولی، Corvus (corax) sinuatus

    - Tropical African species
      - غراب گردن‌سفید، Corvus albicollis
      - کلاغ پیسه، Corvus albus
      - کلاغ دماغه، Corvus capensis
      - غراب نوک‌کلفت، Corvus crassirostris
      - کلاغ سومالی، Corvus edithae
- جیجاق‌های خاکستری
  - Genus جیجاق شمالی
    - Gray jay, Perisoreus canadensis
    - جیجاق سیبری، Perisoreus infaustus
    - Sichuan jay, Perisoreus internigrans
- جیجاق‌های جهان جدید
  - سرده Aphelocoma - scrub-jays
    - Western scrub jay, Aphelocoma californica
    - Florida scrub jay, Aphelocoma coerulescens
    - Island scrub jay, Aphelocoma insularis
    - Mexican jay, Aphelocoma wollweberi
    - Transvolcanic jay, Aphelocoma ultramarina
    - Unicolored jay, Aphelocoma unicolor

  - سرده جیجاق پیسه - magpie-jays
    - جیجاق پیسه گلوسیاه، Calocitta colliei
    - جیجاق پیسه گلوسفید، Calocitta formosa

  - سرده جیجاق‌های آبی
    - جیجاق آبی، Cyanocitta cristata
    - جیجاق استلر، Cyanocitta stelleri

  - سرده کبودجیجاق‌های غرابی
    - جیجاق سینه‌سیاه، Cyanocorax affinis
    - جیجاق پشت‌بنفش، Cyanocorax beecheii
    - جیجاق لاجوردی، Cyanocorax caeruleus
    - جیجاق فلفلی، Cyanocorax cayanus
    - جیجاق کاکل‌مخملی، Cyanocorax chrysops
    - جیجاق کاکل‌فری، Cyanocorax cristatellus
    - جیجاق بنفش‌فام، Cyanocorax cyanomelas
    - جیجاق سفیدگردن، Cyanocorax cyanopogon
    - جیجاق کاکلی، Cyanocorax dickeyi
    - جیجاق گردن‌لاجوردی، Cyanocorax heilprini
    - جیجاق کاکل‌بلند، Cyanocorax melanocyaneus
    - جیجاق دم‌سفید، Cyanocorax mystacalis
    - جیجاق سان‌بلاس، Cyanocorax sanblasianus
    - جیجاق بنفشه‌رنگ، Cyanocorax violaceus
    - جیجاق سبز، Cyanocorax ynca
    - جیجاق یوکاتان، Cyanocorax yucatanicus

  - سرده جیجاق قهوه‌ای
    - جیجاق قهوه‌ای، Psilorhinus morio

  - سرده کبودجیجاق‌های کوچک
    - جیجاق گردن‌نقره‌ای، Cyanolyca argentigula
    - جیجاق طوق سیاه، Cyanolyca armillata
    - جیجاق سرلاجوردی، Cyanolyca cucullata
    - جیجاق گلوسفید، Cyanolyca mirabilis
    - جیجاق کوتوله، Cyanolyca nana
    - جیجاق زیبا، Cyanolyca pulchra
    - جیجاق گلوسیاه، Cyanolyca pumilo
    - جیجاق فیروزه‌ای، Cyanolyca turcosa
    - جیجاق طوق‌سفید، Cyanolyca viridicyana

  - سرده  Gymnorhinus 
    - Pinyon jay, Gymnorhinus cyanocephalus